# Erythrina excelsa
Erythrina excelsa är en ärtväxtart som beskrevs av John Gilbert Baker. Erythrina excelsa ingår i släktet Erythrina och familjen ärtväxter. Inga underarter finns listade i Catalogue of Life.